# Козельці донецькі
Козельці донецькі (Tragopogon donetzicus Artemczuk) — вид рослин роду козельці (Tragopogon) родини айстрових (Asteraceae).

## Систематика
Вид близький до Козельців донських (Tragopogon tanaiticus Artemczuk). В деяких джерелах козельці донецькі розглядаються як синонімом козельців донських, або як їх ймовірний стабілізований гібрид з Козельцями українськими (Tragopogon ucrainicus Artemcz.).

## Загальна біоморфологічна характеристика
Життєва форма — гемікриптофіт. Багаторічна трав'яниста рослина 10–50 см заввишки, сивувата від густого повстистого запушення. Коренева система стрижнева. Стебла поодинокі або їх декілька, від середини або нижче розгалужені. Нижні листки вузькострічкоподібні, до 20–25 см завдовжки, 2–4 мм завширшки, загострені; середні стеблові листки з розширеною основою, часто складені, поступово звужені, на кінцях відігнуті або закручені. Кошики численні, зібрані у загальне волотисто-щиткоподібне суцвіття. Обгортка 15–23 мм завдовжки, білувато-повстиста; листочки обгортки до 5 мм завширшки, загострені. Квітки всі з жовтим язичковим віночком, крайові перевищують обгортку. Плоди — сім'янки по ребрах вкриті дрібними гоструватими лусочками. Чубок 12–15 мм завдовжки, довший за сім'янку. Цвіте у червні-вересні, плодоносить у липні-жовтні. Розмножується насінням.

## Поширення
За типом ареалу це східно-причорноморський вид. Ареал виду охоплює басейн Сіверського Дінця. Є ендеміком трьох східних адміністративних областей України: Харківської, Донецької та Луганської.

## Екологія
Зростають на річкових та суходільних пісках. Мезоксерофіт.

## Чисельність
Локальні популяції нечисленні, їх структуру не досліджено. Чисельність зменшується через порушення природних екотопів внаслідок господарського освоєння територій — лісорозведення на піщаних терасах, видобування піску, випасання худоби.

## Природоохоронний статус, охоронні заходи
Внесений до «Червоної книги України», природоохоронний статус — «Неоцінений».
Включений до Червоної книги Донецької області.
Входить до офіційного переліку регіонально рідкісних рослин Донецької ‎і Луганської областей.
Охороняється у національному природному парку «Святі Гори», ботанічному заказнику місцевого значення «Острів». Рекомендується створити заказники у місцях зростання виду, контролювати стан популяцій та вирощувати у ботанічних садах. Заборонено збирання рослин та порушення місцезростань, заліснення піщаних арен, видобування піску, випасання худоби.